# Mark Lee (astronauta)
Mark Charles Lee (Viroqua, 14 agosto 1952) è un ex astronauta statunitense.
Ha partecipato alle missioni Shuttle STS-30, STS-47, STS-64 e STS-82 come specialista di missione. Dell'equipaggio della missione STS-47 faceva parte anche la moglie Nancy Jan Davis; prima di questa missione, nessuna coppia di coniugi aveva volato insieme nello spazio.